# شارونسود
شارونسود (به ایتالیایی: Charvensod) یک کومونه در ایتالیا است که در واله دائوستا واقع شده‌است.

## خصوصیات
شارونسود ۲۵ کیلومترمربع مساحت و ۲٬۳۶۸ نفر جمعیت دارد و ۷۴۹ متر بالاتر از سطح دریا واقع شده‌است.

## خواهرخوانده
شهر Les Bois خواهرخواندهٔ شارونسود هست.